# Lorca (cortometraje)
Lorca es un cortometraje español de 1998, dirigido por Iñaki Elizalde y protagonizado por artistas conocidos como Miguel Bosé, Álex Angulo y Juan Diego entre muchos otros.

## Sinopsis
La mirada se enfoca en el dramaturgo y gran poeta granadino, Federico García Lorca (Miguel Bosé) e intenta mostrar cual fue el sufrimiento que tuvo que pasar el autor de Romancero gitano durante los cuatro días previos a su fusilamiento, el cual tuvo lugar en la madrugada del 18 de agosto de 1936.
Los motivos que llevaron a su muerte fueron los de apoyar a la República durante la época franquista, y, aunque volvió a Granada para refugiarse en la casa de su amigo y poeta Luis Rosales (Juan Diego), la Guardia Civil se presentó allí para detenerle el 16 de agosto de 1936.

## Reparto
- Miguel Bosé, como Federico García Lorca.[1][2]
- Juan Diego, como Luis Rosales.
- Txema Blasco
- Klara Badiola
- Ane Miren Vigo
- Álex Angulo
- Saturnino García
- Javier Ibáñez
- Cristina Rekalde
- Inmaculada Jiménez
- Patxi Ribera
- Peio Yaben

## Localización
El rodaje de Lorca fue realizado en las localidades navarras de Baztan, Roncal y Villanueva de Aézcoa.

## Premios
- Festival de Cortometrajes de Alcalá de Henares - Miguel Bosé - Trofeo 'Caja de Madrid' al mejor actor.[4]